# 黄广德
黃廣德（？—1277年），元朝初期福建民变领袖，汀州长汀县（今福建省龙岩市长汀县）人。元朝占领临安不久，又进攻在福州称帝的宋端宗。元世祖至元十四年（1277年）四月，黄广德在长汀起兵抗元，自称“天下都大元帅”，刻都帅印，后来又自称“天从广德皇帝”，属下设“铜将军”、“铁将军”。不久，被元军镇压，死於亂軍之中。